# Hüttengrundviadukt (Hohenstein-Ernstthal)
Das Hüttengrundviadukt ist eine Eisenbahnbrücke auf dem Gebiet der Stadt Hohenstein-Ernstthal nahe der Siedlung Hüttengrund in Südwestsachsen.

## Geschichte
Das Hüttengrundviadukt ist Teil der Eisenbahnstrecke Dresden–Werdau, deren Teilabschnitt Chemnitz–Zwickau am 15. November 1858 im Rahmen der Niedererzgebirgischen Staatsbahn Riesa–Chemnitz–Zwickau in Betrieb genommen wurde.
Die Eisenbahnbrücke wurde im Zusammenhang mit dem Streckenumbau zwischen Hohenstein-Ernstthal und St. Egidien im Auftrag der DB ProjektBau GmbH im Zeitraum von 2009 bis 2011 teilerneuert.

## Technische Daten
Das Hüttengrundviadukt hat eine Gesamtlänge von 120,00 m und in den Bogenscheiteln eine Konstruktionshöhe von 1,15 m, die Konstruktionsbreite ist 11,20 m. Die Stützweiten der Bögen betragen zwischen 5,5 m und 14 m. Das Viadukt besteht aus einer Gewölbereihe in Sandstein-Quadermauerwerk mit fünf Hauptöffnungen und jeweils zwei geschlossenen Spargewölben in den Widerlagerbereichen.